# Atractodes paucus
Atractodes paucus là một loài tò vò trong họ Ichneumonidae.